# 中村宿毛道路

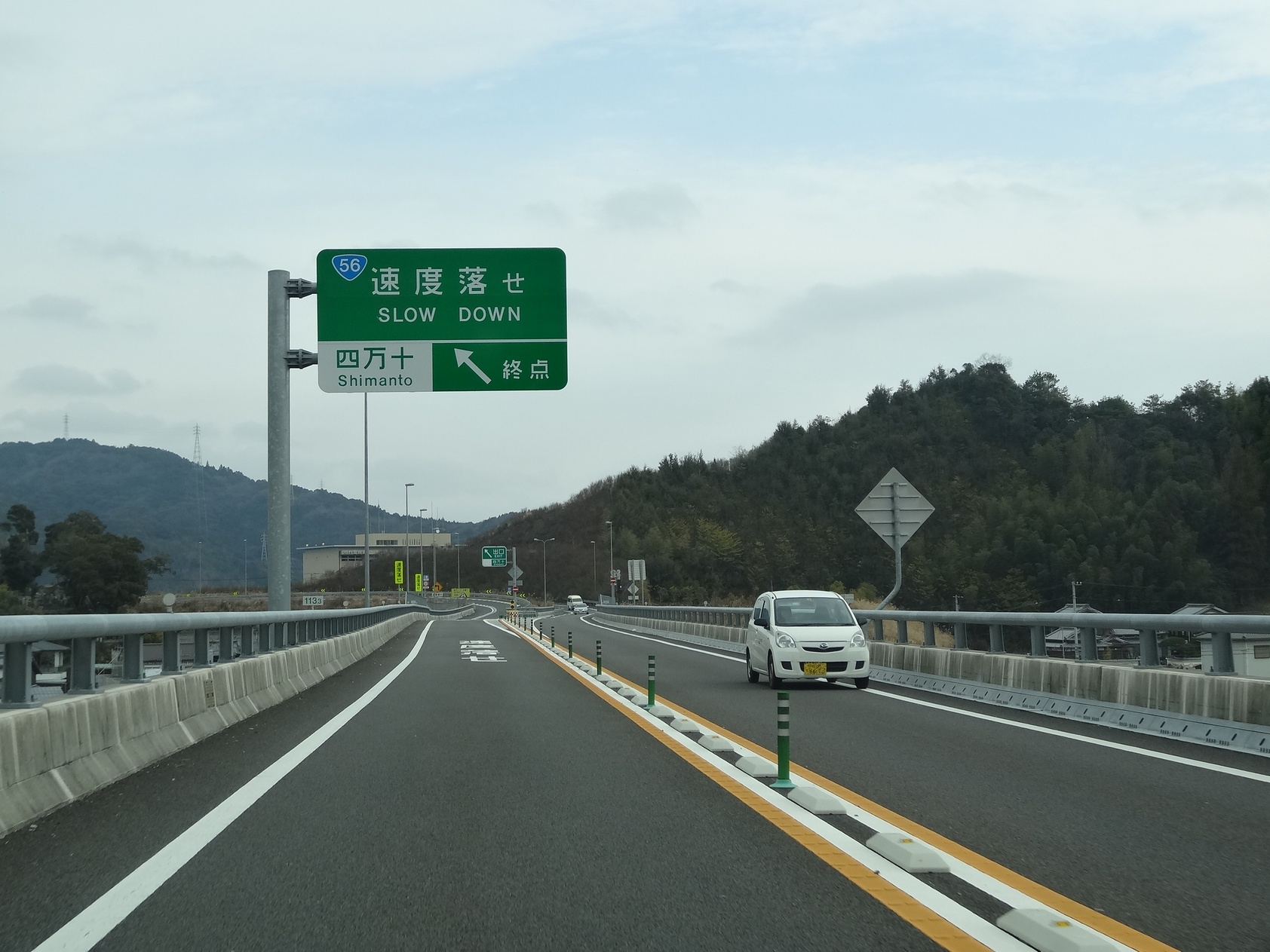
四万十ICから起点方向を望む

中村宿毛道路（なかむらすくもどうろ）は、四万十市 - 宿毛市間の円滑な交通確保と道路冠水による通行止めの解消、四万十市内の渋滞の解消を目的とした道路で、高知県四万十市の四万十ICから、同県宿毛市の宿毛和田ICに至る、高速自動車国道に並行する一般国道自動車専用道路である。
高速道路ナンバリングによる路線番号は、高知自動車道（高知IC - 黒潮大方IC間）、津島道路、松山自動車道（松山IC - 津島岩松IC間）とともに「E56」と各区間割り振られている。
以前は、黒潮町・高知市方面、愛南町・宇和島市方面の継続する区間がいずれも事業化されておらず孤立した状態であったが、2019年に黒潮町方面の大方四万十道路が事業化された。また、2022年度には、愛南町方面の宿毛内海道路の一部が事業化された。。

## 概要
- 路線名 : 一般国道56号 中村宿毛道路
- 起点[4] : 高知県四万十市古津賀
- 終点[4] : 高知県宿毛市和田
- 延長[4] : 23.2 km
  - 自動車専用道路 : 20.7 km
  - 一般道路 : 2.5 km
- 規格[4]
  - 自動車専用道路 : 第1種第3級
  - 一般道路 : 第3種第2級、第4種第1級
- 設計速度[4]
  - 自動車専用道路 : 80 km/h
  - 一般道路 : 60 km/h
- 車線数[5]
  - 自動車専用道路
    - 四万十IC - 平田IC : 4車線
    - 平田IC - 宿毛和田IC : 2車線

  - 一般道路 : 4車線

## 道路の位置関係
四国横断自動車道
徳島南部自動車道 - 徳島自動車道 - 高松自動車道 - 高知自動車道 - ※須崎道路 - 高知自動車道 - ※窪川佐賀道路 - ※佐賀大方道路 - ※大方四万十道路 - ※中村宿毛道路 - ※宿毛内海道路 - ※津島道路 - ※宇和島道路 - 松山自動車道 - ※大洲道路
※は高速自動車国道に並行する一般国道自動車専用道路。

## インターチェンジなど
- 全区間高知県内に所在。
- IC番号欄の背景色が■である区間は既開通区間に該当する。
施設欄の背景色が■である区間は未開通区間または未供用施設に該当する。
- 路線名の特記がないものは市道。
- バスストップ (BS) のうち、○/●は運用中、◆は休止中の施設。無印はBSなし。
- 英略字は以下の項目を示す。
IC：インターチェンジ、BS：バスストップ

| IC 番号                            | 施設名     | 接続路線名                             | 起点 から (km) | BS | 備考                    | 所在地   | 所在地 |
| ---------------------------------- | ---------- | -------------------------------------- | -------------- | -- | ----------------------- | -------- | ------ |
| E56 高知自動車道（大方四万十道路） |            |                                        |                |    |                         |          |        |
| 26                                 | 四万十IC   | 国道56号(現道、中村宿毛道路一般道路部) | 112.9          |    | キロポストは113.2KPから | 四万十市 |        |
| 27                                 | 間IC       |                                        | 119.0          |    |                         | 四万十市 |        |
| 28                                 | 平田IC     |                                        | 126.0          |    |                         | 宿毛市   |        |
| 29                                 | 宿毛和田IC |                                        | 133.6          |    |                         | 宿毛市   |        |
| E56 宿毛内海道路                   |            |                                        |                |    |                         |          |        |

- キロポストは国道56号起点の高知市から。

## 歴史
- 1973年（昭和48年） : 調査開始。
- 1975年（昭和50年）11月21日 : 都市計画決定（四万十市中村地区）。
- 1976年（昭和51年） : 事業化。
- 1978年（昭和53年） : 用地着手。
- 1979年（昭和54年） : 工事着手。
- 1983年（昭和58年） : 都市計画決定（宿毛市平田地区）。
- 1989年（平成元年） : 中村宿毛道路（宿毛IC延伸部）が事業化。
- 1996年（平成8年）3月29日 : 都市計画決定（四万十市古津賀地区）。
- 2002年（平成14年）
  - 8月5日 : 一般道路部の四万十市古津賀地区の一部が4車線化[4]。
  - 9月13日 : 間IC - 平田IC間が開通[4]。
- 2005年（平成17年）3月11日 : 自動車専用道路部の四万十市江ノ村 - 四万十市九樹間が4車線化[4]。
- 2007年（平成19年）8月9日 : 一般道路部の四万十市古津賀地区の一部が4車線化[4]。
- 2009年（平成21年）
  - 3月20日 : 四万十IC - 間IC間が開通し[4]、一般道路部のサンリバー四万十前 - 四万十IC間が4車線化。
  - 11月30日 : 一般道路部の四万十市下田交差点 - サンリバー四万十前間が4車線化[4]。
- 2010年（平成22年）3月31日 : 一般道路部の四万十市古津賀地区の一部が4車線化[4]。
- 2020年（令和2年）7月5日 : 平田IC - 宿毛和田IC間開通により全線開通[7]。

## 路線状況

### 車線・最高速度・料金
| 区間                | 車線 上下線=上り線+下り線 | 最高速度 | 料金 |
| ------------------- | ------------------------- | -------- | ---- |
| 四万十IC - 平田IC   | 2=1+1 （暫定2車線）       | 70 km/h  | 無料 |
| 平田IC - 宿毛和田IC | 2=1+1 （完成2車線）       | 70 km/h  | 無料 |

### 主なトンネルと橋
| 区間                | 構造物名       | 長さ      | 長さ    |
| 区間                | 構造物名       | 上り線    | 下り線  |
| ------------------- | -------------- | --------- | ------- |
| 四万十IC - 間IC     | 新四万十川橋   | 697.0 m   |         |
| 四万十IC - 間IC     | 坂本トンネル   | 152.0 m   |         |
| 四万十IC - 間IC     | 香山寺トンネル | 1,387.0 m |         |
| 四万十IC - 間IC     | 具同高架橋     | 1,044.4 m |         |
| 平田IC - 宿毛和田IC | 和田トンネル   | 161.0 m   | 161.0 m |
| 平田IC - 宿毛和田IC | 和田高架橋     | 135.0 m   | 135.0 m |

#### トンネルの数
| 区間                | 上り線 | 下り線 |
| ------------------- | ------ | ------ |
| 四万十IC - 間IC     | 3      | 3      |
| 間IC - 平田IC       | 1      | 1      |
| 平田IC - 宿毛和田IC | 2      | 2      |
| 合計                | 6      | 6      |

- 四万十IC - 平田IC間は暫定2車線の対面通行、平田IC - 宿毛和田IC間は完成2車線の対面通行であるため、上下線で1本のトンネルとなっている。

### 道路管理者
- 国土交通省 四国地方整備局 中村河川国道事務所 : 四万十IC - 宿毛和田IC

### 警察
高知自動車道とつながっていないため、高知県警察高速道路交通警察隊は管轄せず、所轄警察署の管轄となっている。
- 高知県警察
  - 四万十IC - 平田IC：中村警察署
  - 間IC - 宿毛和田IC：宿毛警察署

### 交通量
24時間交通量（台）　道路交通センサス
| 区間                | 平成17（2005）年度 | 平成22（2010）年度 | 平成27（2015）年度 |
| ------------------- | ------------------ | ------------------ | ------------------ |
| 四万十IC - 間IC     | 調査当時未開通     | 06,355             | 06,913             |
| 間IC - 平田IC       | 11,370             | 10,817             | 10,693             |
| 平田IC - 宿毛和田IC | 調査当時未開通     | 調査当時未開通     | 調査当時未開通     |

（出典：「平成22年度道路交通センサス」・「平成27年度全国道路・街路交通情勢調査」（国土交通省ホームページ）より一部データを抜粋して作成）
- 令和2年度に実施予定だった交通量調査は、新型コロナウイルスの影響で延期された[9]。

## 地理

### 通過する自治体
- 高知県
  - 四万十市 - 宿毛市

### 接続する高速道路
- E56 四国横断自動車道（基本計画区間）（四万十ICで直結予定）
- E56 四国横断自動車道（予定路線区間）（宿毛和田ICで直結予定）